# Hungerturm (Gastronomie)

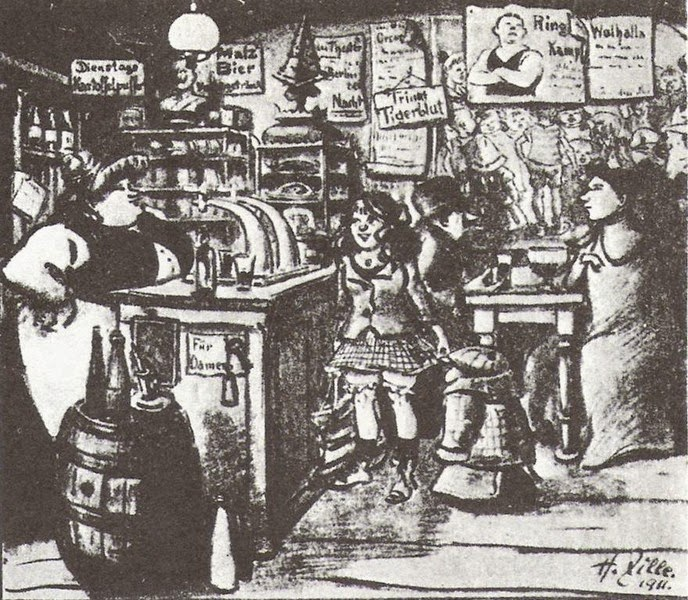
Hungerturm in einer Grafik von Heinrich Zille (1911)

Als Hungerturm wird vor allem in Berlin und im Ruhrgebiet eine rundum verglaste, mehrstöckige Vitrine bezeichnet, die in Kneipen seit Ende des 19. Jahrhunderts traditionell auf dem Tresen zu finden ist und kleine, deftige Speisen wie Rollmöpse, Salzgurken, Schmalzbrote, Soleier, Buletten und Mettwürstchen für die Gäste enthält. Die scherzhafte Bezeichnung geht auf die Hungertürme – Gefängnisbauten von Burgen oder an Stadtmauern – zurück.
Manche Hungertürme waren wie ein Eisschrank aufgebaut. In ein Fach, das auf die Vitrine aufgesetzt wurde, wurde Eis eingefüllt. Das geschmolzene Eiswasser wurde durch dünne Rohrleitungen in die Theke abgeleitet und kühlte dabei die ausgestellten Speisen. Der Maler Heinrich Zille zeichnete in seinen Berliner Kneipenszenen mehrfach derartige Vitrinen.
Hungertürme verschiedener Ausführungen sind in zahlreichen Ausstellungen und Museen als Exponate ausgestellt. Im Panoptikum, das Karl Valentin am 21. Oktober 1934 eröffnete, wurde beispielsweise ein derartiger Hungerturm ausgestellt.